# ماريو ميوني
ماريو أندريس ميوني (بالإسبانية: Mario Andrés Meoni)‏ (22 يناير 1965 - 23 أبريل 2021) سياسي أرجنتيني، شغل منصب وزير النقل من عام 2019 حتى وفاته في عام 2021. وكان قد شغل سابقًا منصب رئيس بلدية جونين وهي جزء من محافظة بوينس آيرس، من 2003 إلى 2015.

## وفاته
توفي يوم الجمعة 23 أبريل 2021 عن عمر 56 عامًاإثر حادث سير أثناء عودته من زيارة رسمية لمدينة روزاريو حسب وكالة الأنباء الألمانية، وغرد الرئيس الأرجنتيني ألبرتو فرنانديز، عبر حسابه على موقع تويتر: «نفقد بوفاته سياسياً مجتهداً دؤوباً ونزيهاً ومسؤولاً مثالياً. مع خالص الأسى، أرافق من أحبوه واحترموه مثلي».